# Elo (perro)

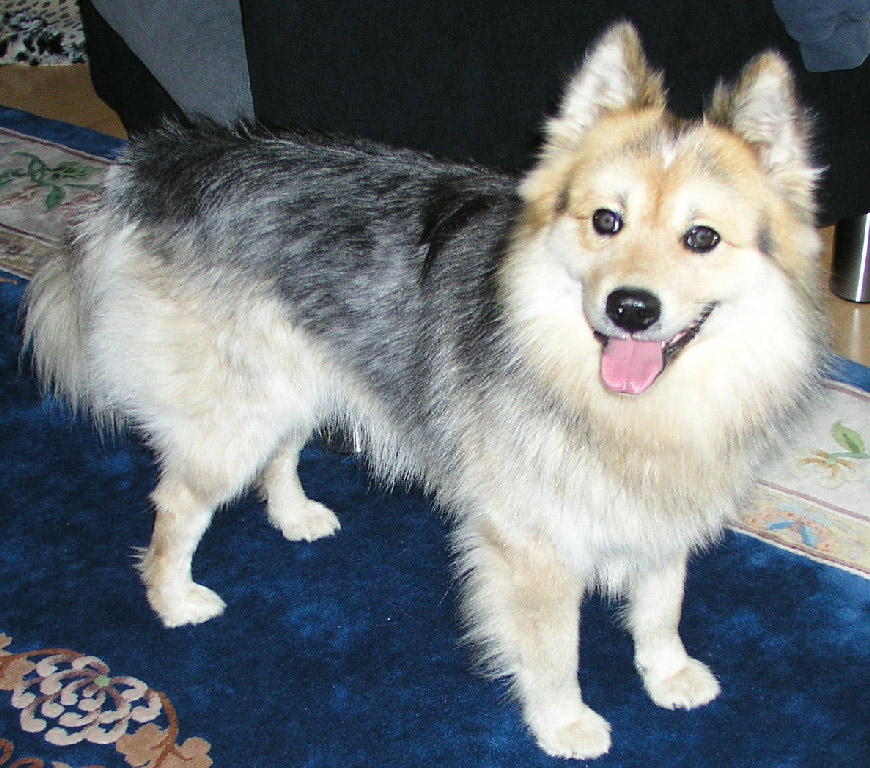
Elo

Elo es una raza emergente de perro, con desarrollo que comienza en Alemania en 1987. El nombre está registrado  y su desarrollo está superfivado por la "Elo Breeding and Research Association". 

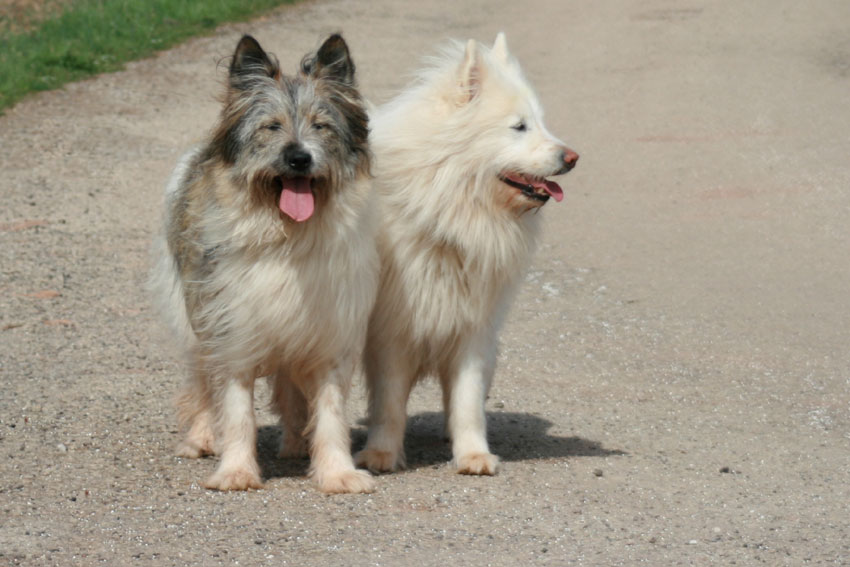
Dos Elo de pelo rizado: tricolor y crema

Se trata de un perro seleccionado y criado de acuerdo a sus características de comportamiento y capacidad social, con el objetivo de la creación del mejor perro de compañía posible

## Apariencia
Por estar criado en función de su comportamiento más que de su apariencia, su físico puede variar entre ejemplares, aunque su estándar describe un perro de entre 46 y 60 cm a la cruz con un peso de entre 22,7 y 38 kg, con un cuerpo ligeramente más alto que largo y una cola cubierta de pelo largo, normalmente curvada hacia el final. 
Las orejas en forma de pincho son peludas, anchas y ligeramente redondeadas en los extremos. Su manto viene en una longitud larga (Rauhaar) y media (Glatthaar), ambos con un manto interno denso, con todos los colores permitidos, aunque se prefiere con manchas blancas, marrones, rojas, negras o grises.